# Cossonay
Cossonay – miasto i gmina (commune) w zachodniej Szwajcarii, w kantonie Vaud, w okręgu (district) Morges.

## Demografia
W Cossonay mieszka 4386 osób. W 2021 roku 24,6% populacji gminy stanowiły osoby urodzone poza Szwajcarią.

## Transport
Przez teren miasta przebiegają drogi główne nr 9, nr 124 i nr 129. 